# Joan of Arc
Joan of Arc — американская инди-рок-группа из Чикаго, штат Иллинойс, названная в честь французской святой Жанны д'Арк. Они образовались в 1995 году после распада Cap'n Jazz. Певец Тим Кинселла был единственным постоянным участником группы; он также записывался как сольный исполнитель.
Joan of Arc известны использованием электроники, сэмплов и многодорожечной записи в своих песнях; некоторые песни в альбоме The Gap содержали более 100 дорожек.
Тексты песен и обложки Joan of Arc часто намеренно вводят в заблуждение, юмористичны или запутанны. Например, альбом Live in Chicago, 1999 — это не концертный альбом, а отсылка к тому факту, что группа жила в Чикаго в 1999 году.
Участники Joan of Arc играли во многих других группах, включая Friend/Enemy с Тимом Рутили из Califone; American Football с братом Кинселлы Майком; Owls; Ghosts and Vodka; Everyoned, The Love of Everything, Aitis Band, Doom Flower, Hydrofoil и Make Believe.

## Характеристики
Стиль
Их музыкальный стиль описывают как эмо, инди-рок, построк, постхардкор, и авангард-рок.

## Дискография
Студийные альбомы
- A Portable Model Of (1997)
- How Memory Works (1998)
- Live in Chicago, 1999 (1999)
- The Gap (2000)
- So Much Staying Alive and Lovelessness (2003)
- In Rape Fantasy and Terror Sex We Trust (2003)
- Joan of Arc, Dick Cheney, Mark Twain (2004)
- Presents Guitar Duets (2005)
- The Intelligent Design Of... (2006)
- Eventually, All at Once (2006)
- Presents Orchard Vale (2007)
- Boo! Human (2008)
- Flowers (2009)
- Presents Don't Mind Control (2010)
- Presents Oh Brother (2011)
- Presents The Joan of Arc Lightbox Orchestra Conducted by Fred Lonberg-Holm (2011)
- Life Like (2011)
- Presents Joan of Arc (2012)
- Presents Pine Cone (2012)
- Joan of Arc (2012)
- Testimonium Songs (2013)
- He's Got the Whole This Land Is Your Land in His Hands (2017)
- 1984 (2018)
- Tim Melina Theo Bobby (2020)

Концертные альбомы
- Live in Muenster, 2003 (2004)
- The Free Will Set You Truth (Live Recordings 1996-2018) (2020)

EP
- How Can Any Thing So Little Be Any More? (2001)

7"/Сплиты
- Method And Sentiment 7" (1996)
- Busy Bus / Sunny Sun 7" (1997)
- Rabbit Rabbit Split 7" (2003)
- Bundini Brown Split 12" (2004)
- Many Times I've Mistaken 7" (2007)
- My Summer-Long High Wipeout 7" (2008)
- Meaningful Work 7" (2010)
- Theme Song From Rainbo 7" (2017)